# Brooklyn
Brooklyn (Kings County) er et borough i New York City, der er klassificeret som et af fem boroughs. Det er det tættest befolkede bydistrikt i byen med omkring 2,5 millioner indbyggere.
Området blev oprindeligt grundlagt som en selvstændig by immigranter fra Holland med navnet Breuckelen. I 1898 blev byen indlemmet som en del af New York City og mistede dermed sin selvstændighed.
Distriktet har en del ghettoer med afroamerikanere, samt kvarterer, der domineres af jøder, italiensk eller spansk talende. Endvidere findes et kvarter, der tidligere har huset især efterkommere fra Skandinavien.
Brooklyn Bridge forbinder Manhattan med Brooklyn og er således opkaldt efter Brooklyn.